# Eucalyptus fracta
Eucalyptus fracta är en myrtenväxtart som beskrevs av Kenneth D. Hill. Eucalyptus fracta ingår i släktet Eucalyptus och familjen myrtenväxter. Inga underarter finns listade i Catalogue of Life.